# حرائق جنوب كاليفورنيا في يناير 2025
من 7 إلى 31 يناير 2025، اندلعت سلسلة حرائق غابات أثرت على منطقة لوس أنجلوس الحضرية والمناطق المحيطة بها. تفاقمت هذه الحرائق، التي شملت حريق باليساديس وحريق إيتون وحريق هيرست وحريق صنست، بسبب انخفاض الرطوبة الشديد وظروف الجفاف الممتدة ورياح سانتا آنا التي بلغت قوة الأعاصير والتي تجاوزت في بعض الأماكن 80 ميل في الساعة (130 كم/س). اعتبارًا من 8 يناير، تسببت حرائق الغابات في وفاة 28 شخصاً 9 في حريق باليساديس و16 في حريق إيتون. ولا يزال 22 آخرون في عداد المفقودين. وألحقت أضرارًا بأكثر من 12,401 مبنى وأجبرت أكثر من 180,000 شخص على الإخلاء.

## الأحوال الجوية

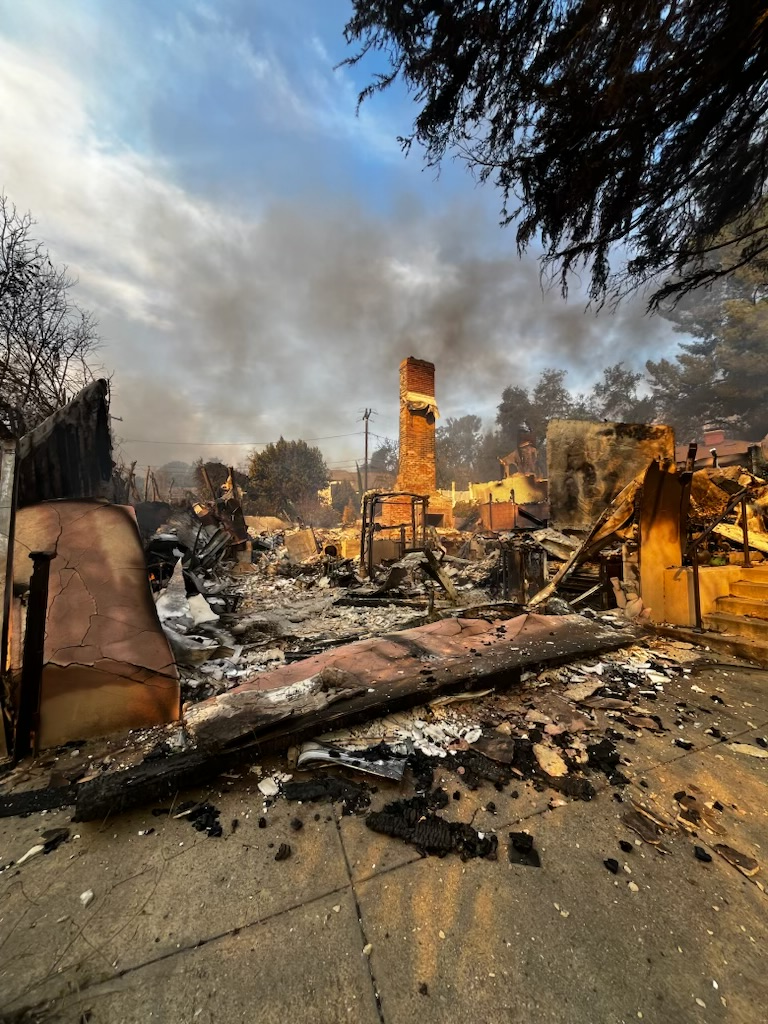
منظر لمنزل في مدينة لوس أنجلوس بعد الحريق 2025

تميز الحدث بهبوب رياح سانتا آنا بكثافة استثنائية، حيث وصلت سرعة الرياح المتوقعة إلى ما بين 50 إلى 80 ميل في الساعة (80 إلى 129 كم/س؛ 22 إلى 36 م/ث) في المناطق المأهولة بالسكان في مقاطعتي لوس أنجلوس وفينتورا، بما في ذلك وادي سان غابرييل وحوض لوس أنجلوس، التي كانت محمية في أحداث الرياح السابقة بسبب انخفاض ارتفاعها. كان من المتوقع أن تشهد المرتفعات ظروفًا أكثر قسوة، حيث تراوحت سرعة الرياح المتوقعة بين 80 إلى 100 ميل في الساعة (130 إلى 160 كم/س؛ 36 إلى 45 م/ث).
زاد الغطاء النباتي الجاف من خطورة الأوضاع، حيث شهدت أجزاء كثيرة من جنوب كاليفورنيا جفافًا شديدًا، وهو أشد بداية للموسم المطير على الإطلاق، وأشد فترة تسعة أشهر جفافًا على الإطلاق قبل بداية حدث الرياح والحرائق اللاحقة.
وصف مكتب الأرصاد الجوية الوطنية في لوس أنجلوس العاصفة بأنها قد "تهدد الحياة". وتوقعت الهيئة أن "تتسارع الرياح إلى مستويات خطيرة" ابتداءً من بعد ظهر يوم 7 يناير، وأن تستمر حتى أوائل 8 يناير في جنوب كاليفورنيا. وحذرت الهيئة من أن الرياح "المدمرة" ستؤدي على الأرجح إلى انقطاع واسع النطاق للتيار الكهربائي وسقوط الأشجار. وتوقعت أن تكون "أكثر العواصف تدميراً التي تشهدها المنطقة منذ عام 2011".
أصدرت الهيئة أيضًا أشد فئة من تحذيرات الراية الحمراء مع وضع "الوضع الخطير بشكل خاص" لمقاطعتي لوس أنجلوس وفينتورا، مما يشير إلى خطر حريق شديد. وأكد التحذير تحديدًا على احتمالية النمو السريع للحريق والسلوك المتطرف للحريق بسبب مزيج من الرياح القوية وانخفاض مستويات الرطوبة. شهدت جنوب كاليفورنيا ازديادًا في الجفاف منذ أواخر صيف عام 2024، حيث أثرت الأنظمة العاصفة في الغالب على شمال غرب المحيط الهادئ بدلًا من ذلك. بحلول أواخر ديسمبر 2024، دخلت معظم مقاطعة لوس أنجلوس في حالة جفاف معتدل، مما أدى إلى زيادة قابلية الاشتعال بسبب جفاف الغطاء النباتي فيما كان يُعرف تقليديًا بالموسم الرطب في المنطقة.
بحلول صباح يوم 7 يناير، سجل مقياس للرياح في ماجيك ماونتن تراك تريل في سانتا كلاريتا سرعة رياح بلغت 84 ميل في الساعة (135 كم/س؛ 38 م/ث)، وسجلت إسكونديدو كانيون 62 ميل في الساعة (100 كم/س؛ 28 م/ث)، وسجل مطار فان نويس 55 ميل في الساعة (89 كم/س؛ 25 م/ث)، وذلك وفقًا للأرصاد الجوية الوطنية. ذكرت الهيئة في الساعة 6:19 مساءً بتوقيت المحيط الهادئ أن العاصفة قد تصبح أقوى حدث رياح في جنوب كاليفورنيا في عام 2025، خاصة في وديانها.

## الاستعداد
في السادس من يناير، صرح حاكم ولاية كاليفورنيا، غافن نيوسوم، بأنه سيُخصّص 65 شاحنة إطفاء، وسبع طائرات هليكوبتر، وسبع صهاريج مياه، و109 من العاملين لمكافحة أي حرائق غابات قد تنشب. كما أصدرت عمدة لوس أنجلوس، كارين باس، تحذيرات للسكان لتجنب خطوط الكهرباء المتضررة من الرياح، وشددت على خطورة العاصفة الهوائية التي قد تكون من بين الأشدّ خلال أكثر من عقد من الزمن. كانت باس خارج البلاد لحضور حفل تنصيب الرئيس الغاني جون ماهاما. وقد شغل رئيس المجلس ماركيس هاريس-داوسون منصب القائم بأعمال العمدة خلال هذه الفترة.
توقعت شركة "ساذرن كاليفورنيا إديسون"، المزود الرئيسي للكهرباء في المنطقة، حدوث انقطاعات محتملة للتيار الكهربائي قد تُؤثر على ما يصل إلى 400 ألف من عملائها البالغ عددهم 5 ملايين، واقترحت قطع التيار الكهربائي لمنع اندلاع الحرائق بسبب المعدات المعطوبة. كما ذكرت شركة "سان دييغو للغاز والكهرباء" أنها ستقطع التيار الكهربائي قبل بدء الأحوال الجوية القاسية.
أعلنت المنطقة التعليمية المُوحّدة في سانتا مونيكا وماليبو أنها ستُغلق جميع مدارسها في ماليبو في السابع من يناير "بسبب تدهور الأحوال الجوية ومخاوف تتعلق بالسلامة". وذكرت المنطقة التعليمية المُوحّدة في لوس أنجلوس أنها ستنقل مؤقتًا العديد من مدارس باسيفيك باليسيدز وستحد من الأنشطة الخارجية للحماية من الرياح. كما تم إغلاق أجزاء من طريق ساحل المحيط الهادئ بسبب خطر الرياح الشديدة التي تُشكّل خطرًا على حركة المرور.
كإجراء احترازي من حرائق الغابات المحتملة، تم ملء جميع الخزانات البالغ عددها 114 والتي تُشكّل البنية التحتية للمياه في لوس أنجلوس.
رفع المركز الوطني المشترك بين الوكالات لمكافحة الحرائق "مستوى الاستعداد الوطني" إلى المستوى الثاني، مما يسمح بالاستخدام العاجل للأصول الفيدرالية.

## حرائق الغابات
تسببت شدة العاصفة الهوائية المصحوبة بجفاف الغطاء النباتي نتيجةً لفترات الجفاف الطويلة في انتشار الحرائق بسرعة كبيرة، وتطاير الشرر لمسافات بعيدة مسببًا اشتعال حرائق متفرقة.

### حريق باليساديس
اندلع حريق كبير أُطلق عليه اسم حريق باليساديس بالقرب من حي باسيفيك باليساديس في لوس أنجلوس، وسرعان ما انتشر ليغطي مساحة 5000 فدان (2000 هكتار؛ 7.8 ميل مربع؛ 20 كيلومتر مربع). استدعى هذا الحريق عمليات إجلاء إلزامية على طول أجزاء من طريق ساحل المحيط الهادئ والمناطق المحيطة به، مع استخدام مركز ويستوود الترفيهي كملجأ طوارئ. خلال منتصف النهار، أفيد بأن الحريق كان ينتشر بمعدل يعادل "ثلاثة ملاعب كرة قدم من الأرض في الدقيقة"، بينما كان رجال الإطفاء يحاولون العمل على الرغم من الرياح القوية. صدرت أوامر إجلاء فورية لسكان سانتا مونيكا الذين يعيشون شمال شارع سان فيسنتي. في الساعة 12:11 ظهرًا بتوقيت المحيط الهادئ في 8 يناير، حثت مدينة ماليبو جميع السكان الذين لم يغادروا بعد على الاستعداد للإجلاء بسبب عدم احتواء الحريق. صدرت أوامر إجلاء لحي برينتوود في لوس أنجلوس. اعتبارًا من الساعة 1:23 ظهرًا بتوقيت المحيط الهادئ في 8 يناير، أتى الحريق على مساحة 15832 فدانًا (6407 هكتارًا؛ 24.738 ميلًا مربعًا؛ 64.07 كيلومترًا مربعًا).

### حريق إيتون
بعد وقت قصير من الساعة 6:15 مساءً بتوقيت المحيط الهادئ في 7 يناير، تم الإبلاغ لأول مرة عن حريق في الأحراش في إيتون كانيون في منطقة ألتادينا-باسادينا، أُطلق عليه اسم حريق إيتون، بمساحة 20 فدانًا (8.1 هكتار؛ 0.031 ميل مربع؛ 0.081 كيلومتر مربع). بحلول الساعة 7:12 مساءً، نما الحريق إلى ما لا يقل عن 200 فدان (81 هكتارًا؛ 0.31 ميلًا مربعًا؛ 0.81 كيلومترًا مربعًا)، مع ملاحظة قائدة إطفاء مقاطعة لوس أنجلوس، شيلا كيليهر، أن الحريق سينمو بسرعة بسبب العاصفة الهوائية المستمرة. في غضون ست ساعات، نما حريق إيتون إلى 1000 فدان (400 هكتار؛ 1.6 ميل مربع؛ 4.0 كيلومتر مربع). قامت منشأة "التراسات في بارك مارينو" بإجلاء 95 من كبار السن، مع ظهور صور تُظهر العديد منهم على كراسي متحركة ويرتدون أثوابًا فقط. تم توسيع عمليات الإجلاء لاحقًا في باسادينا وفي شمال سييرا مادري وأركاديا. "اندلعت النيران" في مركز ألتا ميد الطبي والعديد من المساكن في هاستينغز رانش. بحلول الساعة 10:36 صباحًا بتوقيت المحيط الهادئ في 8 يناير، قفز الحريق إلى 10600 فدان (4300 هكتار؛ 16.6 ميل مربع؛ 43 كيلومتر مربع). في منتصف النهار، بدأ الحريق في التقدم نحو المناطق السكنية في باسادينا. صدرت أوامر بإجلاء جميع سكان لا كانادا فلينتريدج. توفي خمسة أشخاص في الحريق.

### حريق هيرست
في الساعة 10:10 مساءً بتوقيت المحيط الهادئ، أفادت إدارة إطفاء لوس أنجلوس بأن حريقًا في الأحراش بمساحة 50 فدانًا (20 هكتارًا؛ 0.078 ميل مربع؛ 0.20 كيلومتر مربع) في شمال سيلفار، أُطلق عليه اسم حريق هيرست، لديه "معدل انتشار سريع"، وأصدرت أوامر إجلاء فورية لجميع المناطق الواقعة شمال طريق فوت هيل السريع بين شارع روكسفورد والفاصل بين الطريق السريع 5 وطريق ولاية كاليفورنيا 14. بحلول ظهر يوم 8 يناير، نما الحريق إلى 700 فدان (280 هكتارًا؛ 1.1 ميل مربع؛ 2.8 كيلومتر مربع). بحلول الساعة 7:15 مساءً بتوقيت المحيط الهادئ، أفادت إدارة الغابات والحماية من الحرائق في كاليفورنيا أن حريق هيرست نما إلى 850 فدانًا.

### حريق صن ست
اندلع حريق صن ست في تلال هوليوود بالقرب من منتزه رونيون كانيون في 8 يناير 2025 في الساعة 5:39 مساءً بتوقيت المحيط الهادئ. أدى هذا الحريق إلى إصدار المسؤولين أمر إجلاء لمنطقة تلال هوليوود التي شملت عشرات الآلاف من الأشخاص. كانت المنطقة المشمولة في أمر الإجلاء محاطة بشارع لوريل كانيون (من الغرب)، وشارع مولهولاند (من الشمال)، والطريق السريع 101 (من الشرق)، وشارع هوليوود (من الجنوب). بحلول الساعة 8:21 مساءً بتوقيت المحيط الهادئ، نما الحريق إلى 50 فدانًا (20 هكتارًا؛ 0.078 ميل مربع؛ 0.20 كيلومتر مربع).

## الأسباب المحتملة
لا توجد اسباب مؤكدة لحد الآن عن سبب بداية الحرائق لكن المؤكد ان الأعاصير والأمطار كان لها دور كبير في اشعال الحرائق أو انتشارها بسرعة فالأسباب المحتملة عديدة مثل أن تكون الحرائق بسب الرياح القوية التي قد تسبب احتكاك قوي مع الأوراق الجافة التي تعتبر وقود للنيران حيث تبدأ الحرائق الصغيرة منها، ومع هطول الأمطار والرياح القوية انتشرت النيران بسرعة وهذه مجرد نظرية وهو الاحتمال الأكبر.